# Orthopraxie
 (décembre 2021).
Si vous disposez d'ouvrages ou d'articles de référence ou si vous connaissez des sites web de qualité traitant du thème abordé ici, merci de compléter l'article en donnant les références utiles à sa vérifiabilité et en les liant à la section « Notes et références ».
L'orthopraxie est l'accomplissement d'une action, l'exécution d'un geste, la conduite d'une affaire, une praxis (au sens du grec ancien πρᾶξις) menée avec justesse ou rectitude, selon le droit et la justice (au sens du grec ancien ὀρϑός). Dans le domaine moral ou religieux, l'orthopraxie se réfère à une conduite conforme aux rites traditionnellement construits.

## Orthodoxie et orthopraxie
L'orthodoxie s'applique aux domaines de la doctrine, de l'opinion, de la pensée. Une pensée orthodoxe est juste, droite, conforme aux avis d'une autorité établie. L'orthopraxie se réfère au domaine de l'action, et s'applique à une conduite conforme aux usages et coutumes dans la vie civile, aux rites et prescriptions dans le domaine religieux.
- Voir aussi : Religion, Hétérodoxie.

## Dans les religions et croyances

### Judaïsme
Ce concept signifie que la religion judaïque attache une certaine importance à la pratique des commandements, la mise en conformité de chacun des gestes de la vie quotidienne avec la loi mosaïque (la Torah), les mitzvot (au singulier Mitzvah) et les préceptes de la loi juive (la halakha).
Mais cette étude doit s'appuyer sur l'étude des commentateurs talmudiques, qui transmettent un système de valeurs et d'éthique, qui permet au judaïsme de s'éloigner de l'orthodoxie conçue comme une simple manière de penser conforme à des dogmes établis.
- Voir aussi : Pensée juive, courants du judaïsme, profession de foi.

### Islam
La religion islamique connait aussi la valeur de l'orthopraxie, la conformité de la conduite du musulman avec les préceptes de la charia.
- Voir aussi : Charia

### Bahaïsme
La foi bahá'íe utilise l'orthopraxie comme valeur pour la fidélité à l'Alliance de Bahá'u'lláh.
- Voir aussi : Kitāb-i Aqdas

## Magie et onirisme
L'orthopraxie est constitutive du monde magique de la Wicca de Gerald Gardner d'une part, et du monde onirique des Chroniques d'Erdor (jeu de rôle francophone) d'autre part.
- Voir aussi : Gardnérianisme.

## Articles liés
- Orthodoxie
- Hygiénisme (Shelton)
- Orthopathie